# Scheffau am Wilden Kaiser
Scheffau am Wilden Kaiser – gmina w zachodniej Austrii, w kraju związkowym Tyrol, w powiecie Kufstein. Według Austriackiego Urzędu Statystycznego liczyła 1358 mieszkańców (1 stycznia 2015).

## Współpraca
Miejscowość partnerska:
- Wommelgem, Belgia